# Пам'ятник Михайлові Грушевському (Ставок)
Пам'ятник Михайлові Грушевському (Ставок) — монументальне увіковічнення видатного українського історика та державного діяча Михайла Сергійовича Грушевського (1866—1934) в селі  Ставок Костопільського району Рівненської області

## Історія пам'ятника
Пам'ятник Михайлові Грушевському в  селі Ставок Костопільського району Рівненської області встановлено 23 серпня 1992 року. Село, підпорядковане Звіздівській сільській раді. Розташоване на лівому березі річки Горині.  У лавах УПА перебувало 80 осіб (за офіційними даними). 63 повстанці   загинули, так і не дочекавшись самостійної України.   Там у 1930 році  було організовано осередок ОУН, а в 1931 році створено   громадську організацію «Просвіта». 23 серпня 1992 року у селі було відкрито пам’ятник Михайлу Грушевському. 